# NGC 437
NGC 437 là một thiên hà dạng hạt đậu loại S0 / a nằm trong chòm sao Song Ngư. Nó được phát hiện vào ngày 22 tháng 10 năm 1886 bởi Lewis Swift. Nó được Dreyer mô tả là "ngôi sao khá mờ, rất nhỏ, tròn, mờ về phía tây bắc".